# Pandanus oresbios
Pandanus oresbios är en enhjärtbladig växtart som beskrevs av Benjamin Clemens Masterman Stone. Pandanus oresbios ingår i släktet Pandanus och familjen Pandanaceae. Inga underarter finns listade.